# قصال (السبرة)

تعديل مصدري - تعديل

قصال محلة تابعة لقرية الصيحار، التابعة لعزلة بلادالجماعي بمديرية السبرة إحدى مديريات محافظة إب في الجمهورية اليمنية.، بلغ تعداد سكانها 176 حسب تعداد اليمن لعام 2004.